# 우수관

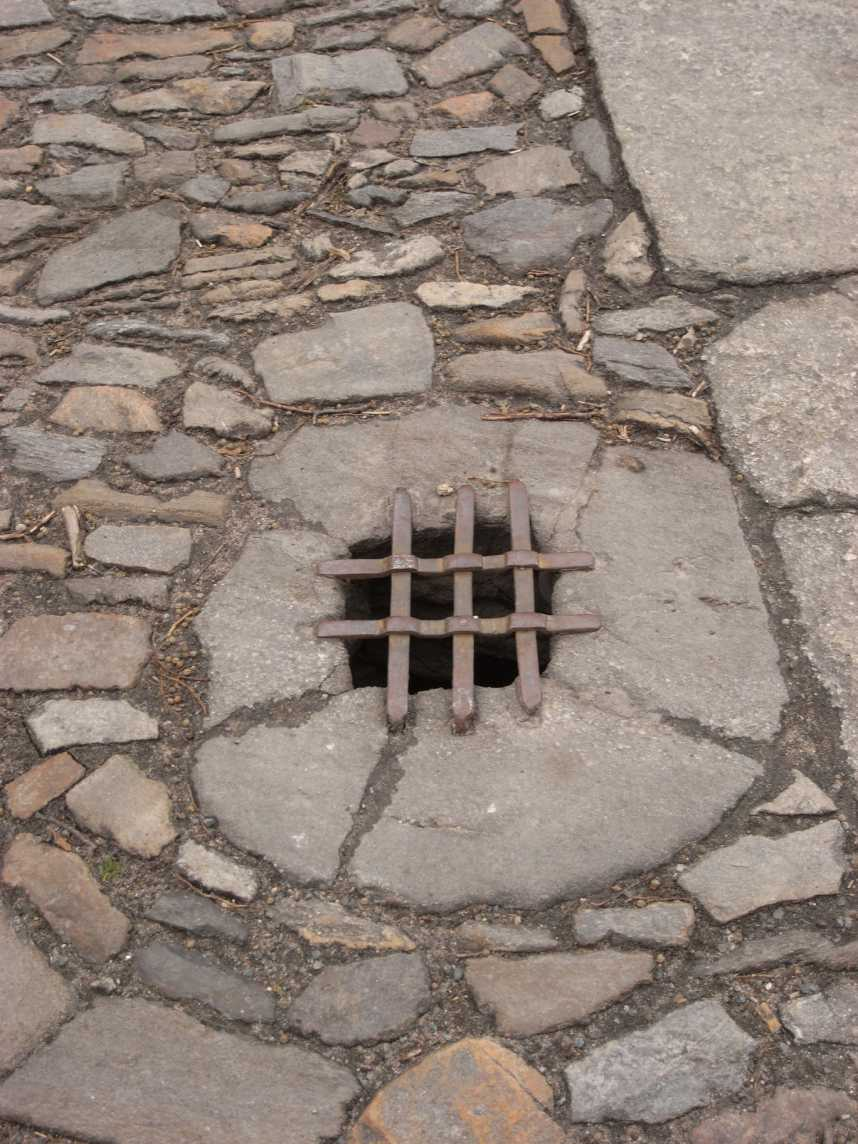
쿠트나호라의 오래된 빗물 배수관

우수관(雨水管)은 비로 인한 물을 배수하는 시설이다.

## 우수관거 설계

### 계획 우수량 산정

#### 우수 유출량 산정식
우수 유출량 산정식에는 경험식과 합리식이 있다. 충분한 관측 자료가 있는 경우 경험식을 사용할 수 있으나 특정 지역(산악 지역) 이외에는 거의 사용되지 않는다. 합리식은 다음과 같다. C는 유출 계수(무차원), {\displaystyle I}는 강우 강도, A는 배수 면적이라고 할 때, 우수 유출량 Q는
{\displaystyle Q=CIA}
여러 종류의 토지이용이 이루어지고 있는 유역의 우수 유출량을 구해야 할 때는 총괄(평균) 유출 계수 {\displaystyle {\bar {C}}}를 사용하며 다음 식으로 구한다. Ai는 토지 이용도별 면적, Ci는 토지 이용도별 유출계수일 때,

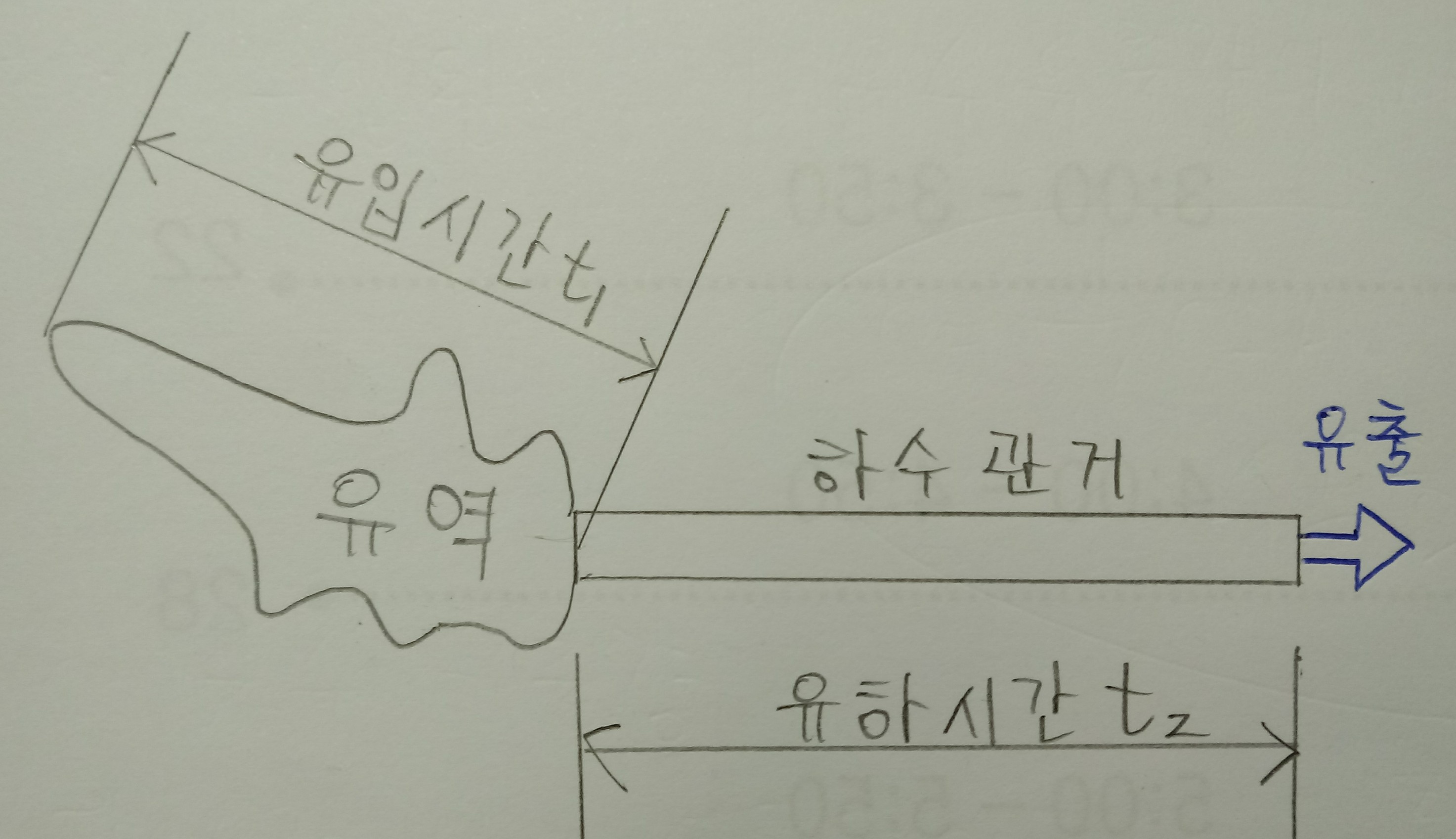
유달 시간 = 유입 시간 + 유하 시간. 그림에 보이는 파이프에 대한 우수량 산정 시 유달시간은 유하시간이 없으므로 유입시간과 같다. 만일 그림의 "유출"부에 또다른 유역과 파이프가 연결된다면 유하시간은 0이 아니다. 따라서 유달시간은 유입시간과 같지 않고 유하시간, 유입시간을 모두 고려해야 한다.

{\displaystyle {\bar {C}}={\frac {\sum _{i=1}^{n}(A_{i}C_{i})}{\sum _{i=1}^{n}A_{i}}}}
강우 강도 {\displaystyle I} 계산 시 강우지속시간은 유달 시간(T)로 본다.
{\displaystyle T=t_{1}+t_{2}=t_{1}+{\frac {L}{v}}}
- t1 : 유입 시간. 하수관거로부터 가장 먼 곳에 떨어진 우수가 하수관거 입구까지 도달하는 데 걸리는 시간
- t2 : 유하 시간. 하수관거로 유입된 우수가 계획 대상 지점까지 흘러가는 데 걸리는 시간
- L : 하수관 길이
- v : 관내 평균 유속

## 같이 보기
- 수질 오염
- 투수콘크리트

## 참고 문헌
- 노재식; 한웅규; 정용욱 (2016). 〈6-4〉. 《토목기사 대비 상하수도 공학》. 한솔아카데미. ISBN 979-11-5656-234-4.
- 이재수. 《수문학》 2판. 구미서관.